# 刺果苓菊
刺果苓菊（学名：Jurinea chaetocarpa）是菊科苓菊属的植物。分布于蒙古、俄罗斯以及中国大陆的新疆等地，生长于海拔650米至1,300米的地区，常生长在砾石戈壁滩，目前尚未由人工引种栽培。